# Museu da Colonização Uberto Brüning Schlickmann
O Museu da Colonização Uberto Brüning Schlickmann (MUBS) localiza-se em São Ludgero, estado de Santa Catarina, Brasil.
Foi idealizado e é mantido pelo artista plástico Uberto Brüning Schlickmann.
O acervo do museu, fundado em 6 de junho de 2000, é composto por mais de 2 mil itens variados, relativos à colonização do vale do rio Braço do Norte, em meados do século XIX. O museu está instalado na antiga casa de Gregório Schlickmann. Brüning e Schlichmann foram uma das primeiras famílias de colonizadores alemães a se fixarem no vale do rio Braço do Norte, em 1873, trazidos da Colônia Teresópolis pelo padre Guilherme Roer.
Dentre as peças do museu constam máquinas de costura, máquinas de escrever, bicicletas, ferramentas utilizadas na agricultura (por exemplo arados Rudolph Sack) e carpintaria, artefatos indígenas, como por exemplo pontas de flecha e utensílios de pedra, fotografias e documentos antigos, livros antigos em alemão.
Também pertencem ao acervo do museu diversas maquetes de monumentos históricos, como a casa onde nasceu Huberto Rohden, e a primeira ponte de madeira sobre o rio Braço do Norte, bem como diversas figuras retratando desde insetos a dinossauros, construídos por Uberto com ferramentas antigas, tais como picaretas e enxadas.